# Aminophyllin
Aminophyllin ist ein Arzneistoff aus der Gruppe der Methylxanthine. Es ist das Ethylendiamin-Salz des Theophyllins und kann wie dieses als Bronchospasmolytikum bei Asthma bronchiale eingesetzt werden. Außerdem stimuliert es das Zentralnervensystem, die Diurese und die Magensäuresekretion.
Die Plasmahalbwertszeit beträgt etwa 7 bis 9 Stunden. Im Blut liegt der Wirkstoff zu etwa 60 % an Proteine gebunden vor.

## Handelsnamen
Monopräparate
Euphyllin (A), Aminophyllin Amino (CH), Aminophyllin (D), Aminomal (I)